# Lagna
Lagna è una frazione del comune di San Maurizio d'Opaglio. Insieme a Briallo costituisce il nucleo originale di San Maurizio d'Opaglio.
L'abitato di Lagna è il primo a comparire nella documentazione più antica, in collegamento diretto con la pieve isolana.  Nell'anno 800, infatti, sarebbe stato rogato in Lagna un atto notarile (sulla cui reale esistenza sono stati sollevati dubbi) con cui Richelda di nazione longobarda ("ex genere Langobardorum"), avrebbe donato dei beni alla chiesa di San Giulio dell'Isola di San Giulio. Un secondo documento (di sicura attestazione), risulta redatto in "loco Alagna, iusta lacum Sancti Iulii" il 10 giugno 1001. Ottone I, imperatore del Sacro Romano Impero, secondo la tradizione vi pose il suo comando durante l'assedio posto all'Isola di San Giulio nel 962 dopo Cristo. E forse da questa presenza viene il nome dell'abitato (Alemania-Alania-Lagna). Nella seconda metà del XIX secolo la frazione contava 4 mulini alimentati dalla roggia derivata dal torrente Lagna: uno destinato a muovere il maglio di un'officina di fabbro, il secondo una serie di martelli per polverizzare sostanze coloranti per tinture (era presente nel villaggio una stamperia di stoffe con antichi stampi in legno gestita dalla famiglia Franzinetti), il terzo per fornire energia ad una piccola filanda. Il quarto mulino, caratterizzato da uno splendido tetto in piode ed un comignolo di forma molto particolare, è ancora visibile ed era destinato alla macina di prodotti alimentari.
È inoltre presente una peschiera documentata dal XIII secolo e alcune ville con grandi giardini affacciati sul lago. Fino ai primi anni del XX secolo il piccolo porto di Lagna è stato un importante snodo di commerci e trasporti per tutta la sponda occidentale del lago.
Un altro fattore caratterizzante della frazione è un lavatoio realizzato e donato dalla Famiglia Pozzi in ricordo di un'antenata.
Situata sulle sponde del Lago d'Orta, la frazione è caratterizzata dalla piccola Chiesa dedicata a San Rocco, santo festeggiato il 16 agosto con una grande festa organizzata da un gruppo denominato "Gli Amici di Lagna".
La strada, un tempo tutta realizzata in ciottoli e lastre di sasso, attraversa la frazione portando i visitatori fino alla riva, dove si trova la piccola spiaggia utilizzata per lo più dai residenti ed il pontile in legno, recentemente restaurato, dal quale è possibile imbarcarsi sui battelli che fanno servizio sul Lago d'Orta. Da questo punto si gode di una magnifica vista, sia di giorno che di notte, sull'Isola di San Giulio e sulla costa di Orta.